# キェル・カルストルム
キェル・カルストルム（Kjell Carlström、1976年10月18日 - ）は、フィンランド、ポルヴォー出身の自転車競技（ロードレース）選手。

## 経歴
2000年
- 国内選手権・個人ロードレース優勝。

2002年、アモーレ&ヴィータ・ベレッタと契約を結びプロ転向。
2004年
- 国内選手権・個人ロードレース優勝。

2005年、リクイガスに移籍。
- ツール・ド・フランス初出場、総合141位。

2006年
- ブエルタ・ア・エスパーニャ初出場、総合120位。

2008年
- パリ〜ニース区間1勝（第3）
- ジロ・デ・イタリア初出場、総合123位。
- ツール・ド・ポローニュ総合9位
- ジャパンカップサイクルロードレース7位。

2010年、チーム・スカイに移籍。
2011年、引退。